# Rogersville (Missouri)
Rogersville is een plaats (city) in de Amerikaanse staat Missouri, en valt bestuurlijk gezien onder Greene County en Webster County.

## Demografie
Bij de volkstelling in 2000 werd het aantal inwoners vastgesteld op 1508.
In 2006 is het aantal inwoners door het United States Census Bureau geschat op 2481, een stijging van 973 (64,5%).

## Geografie
Volgens het United States Census Bureau beslaat de plaats een oppervlakte van
3,0 km², geheel bestaande uit land. Rogersville ligt op ongeveer 445 m boven zeeniveau.

## Plaatsen in de nabije omgeving
De onderstaande figuur toont nabijgelegen plaatsen in een straal van 20 km rond Rogersville.